# Вирус.Жара
Вирус.Жара (стилизованный как ВИРУС.ЖАРА) — третий сольный мини-альбом российского хип-хоп исполнителя Никиты Музыченко, более известного под сценическим псевдонимом OFFMi, вышедший 26 апреля 2019 года на лейбле Warner Music Russia. Над музыкальным релизом также работали хип-хоп исполнители PLOHOYPAREN и i61, а также продюсеры Solsa, DrevonBeats, Ari Bandz и YMP Cash

## История релиза
1 апреля 2019 года OFFMi дал интервью изданию «Esquire», где сказал название готовящегося релиза — Вирус.Жара, сообщил о полной готовности к выпуску, за исключением мастеринга, а также назвал примерный ориентир релиза — с конца апреля по начало мая текущего года. Мини-альбом полностью спродюсирован иностранными продюсерами.

## Релиз и продвижение
26 апреля 2019 года состоялся релиз третьего сольного мини-альбома Никиты под названием Вирус.Жара, состоящего из восьми композиций, с гостевым участием PLOHOYPAREN и i61. Над музыкой работали иностранные продюсеры Solsa, DrevonBeats, Ari Bandz и YMP Cash

## Участники записи
Текст / вокал:
- OFFMi — треки 1—8
- PLOHOYPAREN — трек 3
- i61 — трек 8

Музыка:
- Solsa — треки 1, 6—8
- DrevonBeats — трек 2
- Ari Bandz — треки 3, 5
- YMP Cash — трек 4

Сведение:
- _Lesny — треки 1—4, 6, 8
- Aeroflow — треки 5, 7

Мастеринг:
- Ginger Beat

Студия звукозаписи:
- MosPlay

Дизайн обложки:
- Nadada 1 /2

## Список композиций
В графе «Авторы» указаны псевдонимы продюсеров, так как их настоящие имена неизвестны.
| №                   | Название                                    | Автор(ы)                                     | Продюсеры           | Длительность |
| ------------------- | ------------------------------------------- | -------------------------------------------- | ------------------- | ------------ |
| 1.                  | «Virus»                                     | Никита Музыченко Solsa                       | Solsa               | 2:20         |
| 2.                  | «TNT»                                       | Никита Музыченко DrevonBeats                 | DrevonBeats         | 2:30         |
| 3.                  | «Снова эти бабки» (при участии PLOHOYPAREN) | Никита Музыченко Константин Смоляр Ari Bandz | Ari Bandz           | 2:50         |
| 4.                  | «Osnova»                                    | Никита Музыченко YMP Cash                    | YMP Cash            | 2:38         |
| 5.                  | «Красный вечер»                             | Никита Музыченко Ari Bandz                   | Ari Bandz           | 1:53         |
| 6.                  | «Kilimanjaro»                               | Никита Музыченко Solsa                       | Solsa               | 1:52         |
| 7.                  | «Человек»                                   | Никита Музыченко Solsa                       | Solsa               | 1:45         |
| 8.                  | «Ядерная зона» (при участии i61)            | Никита Музыченко Фёдор Оралов Solsa          | Solsa               | 2:32         |
| Общая длительность: | Общая длительность:                         | Общая длительность:                          | Общая длительность: | 18:20        |